# As wywiadu (film 2001)
As wywiadu (ang. The Point Men) – brytyjsko-francusko-luksemburski film sensacyjny z 2001 roku w reżyserii Johna Glena. Wyprodukowany przez Columbia TriStar.

## Opis fabuły
Tony (Christopher Lambert) należy do oddziału zabójców działających na zlecenie rządu Izraela. Grupa zostaje rozwiązana po nieudanej próbie przechwycenia terrorysty z Palestyny, Amara Kamila (Vincent Regan). Choć władze Izraela są przekonane, że Kamil nie żyje, wkrótce zaczynają ginąć członkowie grupy.

## Obsada
- Christopher Lambert jako Tony Eckhardt
- Kerry Fox jako Maddy Hope
- Vincent Regan jako Amar Kamil
- Cal Macaninch jako Horst
- Nicolas de Pruyssenaere jako Peter Hauser
- Donald Sumpter jako Benni Baum
- Maryam d’Abo jako Francie Koln